# Xu Kaicheng
Xu Kaicheng (chinês tradicional: 徐開騁, chinês simplificado: 徐开骋, pinyin: Xú Kāichěng; Xangai, 08 de agosto de 1990) é um ator chinês.

## Carreira
Em 2021, é anunciado o sua participação no drama A Female Student Arrives at the Imperial College, ao lado de Zhao Lusi.

## Filmografia

### Filmes
| Ano  | Título                                     | Título Original | Personagem    | Nota  |
| ---- | ------------------------------------------ | --------------- | ------------- | ----- |
| 2020 | Mestres do Yin-Yang: O Sonho da Eternidade | 阴阳师: 晴雅集  | Pintor Maluco | [ 5 ] |

### Séries de Televisão
| Ano  | Título                                           | Título Original     | Personagem                    | Nota                   |
| ---- | ------------------------------------------------ | ------------------- | ----------------------------- | ---------------------- |
| 2017 | Não posso abraçar você                           | 无法拥抱的你        | Cui Jun He                    | [ 6 ]                  |
| 2018 | O enlace: o primeiro amor de Sua Excelência      | 结爱·千岁大人的初恋 | Tao Jia Lin                   | [ 7 ]                  |
| 2018 | Eu Sou a Mascote do Templo Dali                  | 我在大理寺当宠物2   | Qing Mo Yan                   | [ 8 ]                  |
| 2019 | Well Intended Love                               | 奈何boss要娶我      | Ling Yi Zhou                  | [ 9 ]                  |
| 2021 | Novolândia: Eclipse de Pérola                    | 斛珠夫人            | Imperador Di Xu / Zhu Zhongxu | [ 10 ] [ 11 ] [ 12 ]   |
| 2021 | A Female Student Arrives at the Imperial College | 国子监来了个女弟子  | Yan Yunzhi                    | Estreia em 22/09/2021. |